# Talagirisvara-Tempel

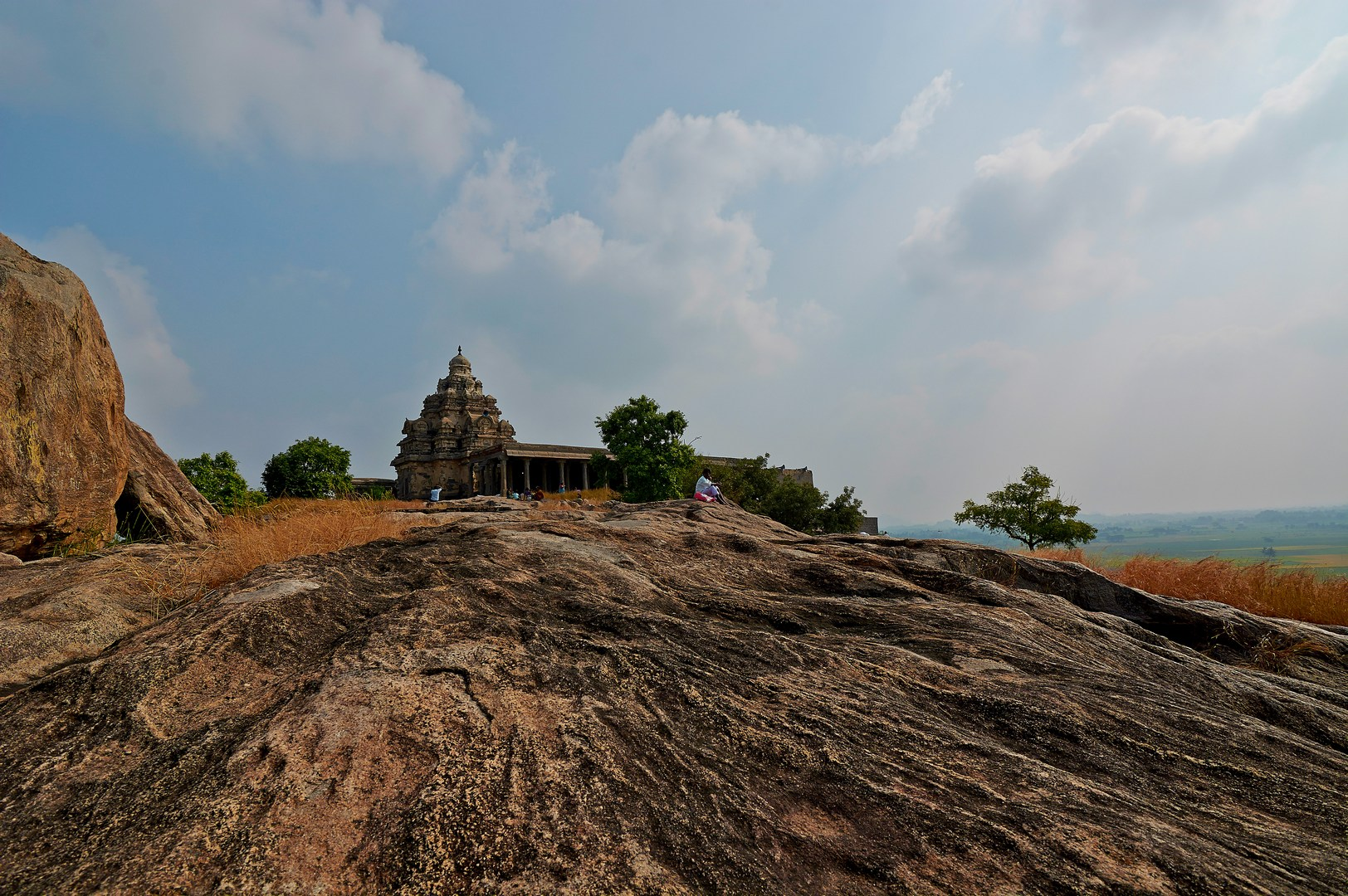
Talagirisvara-Tempel auf einer Felskuppe

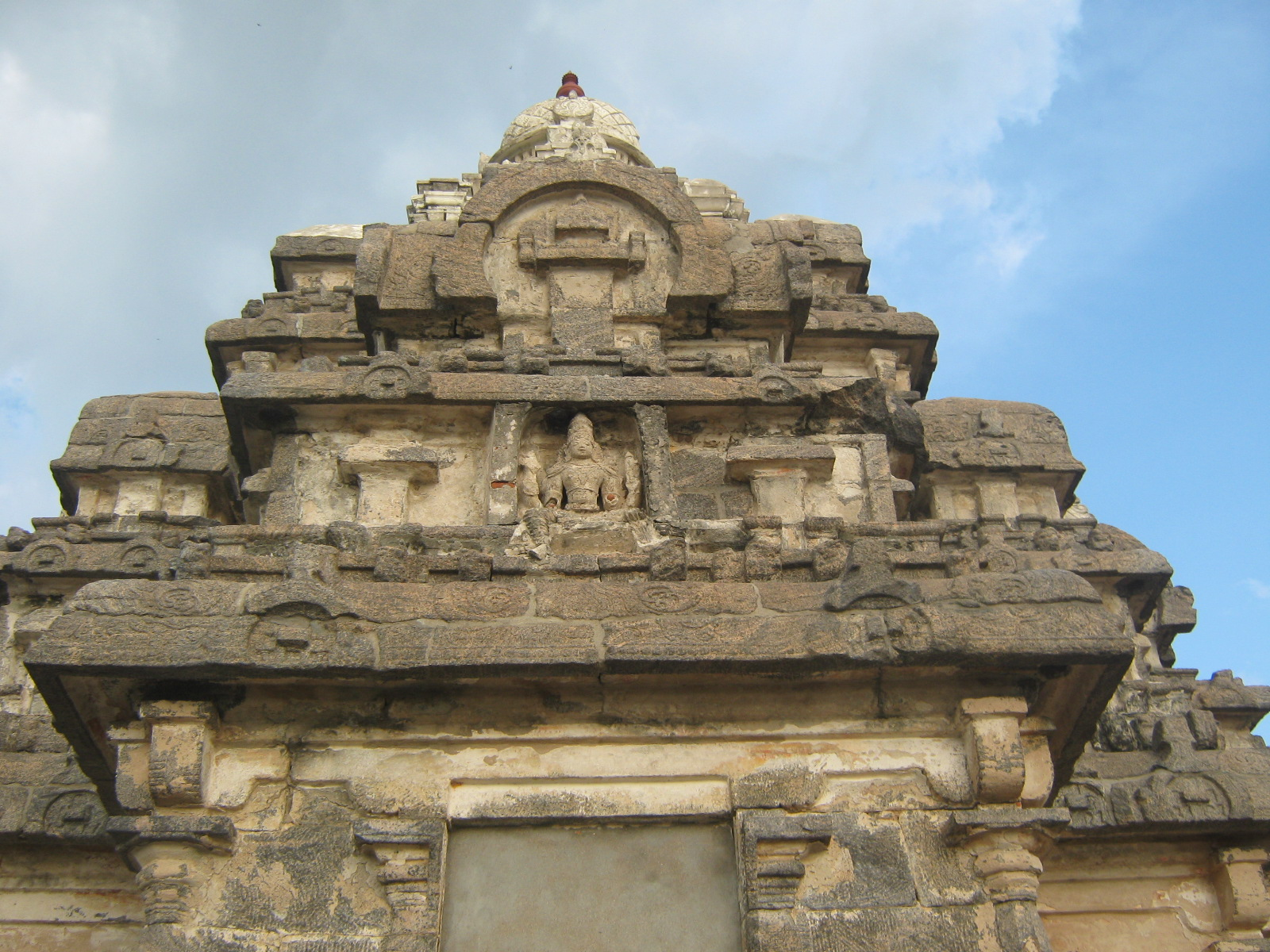
Vimana-Stufendach mit Blendnischen (kudus)

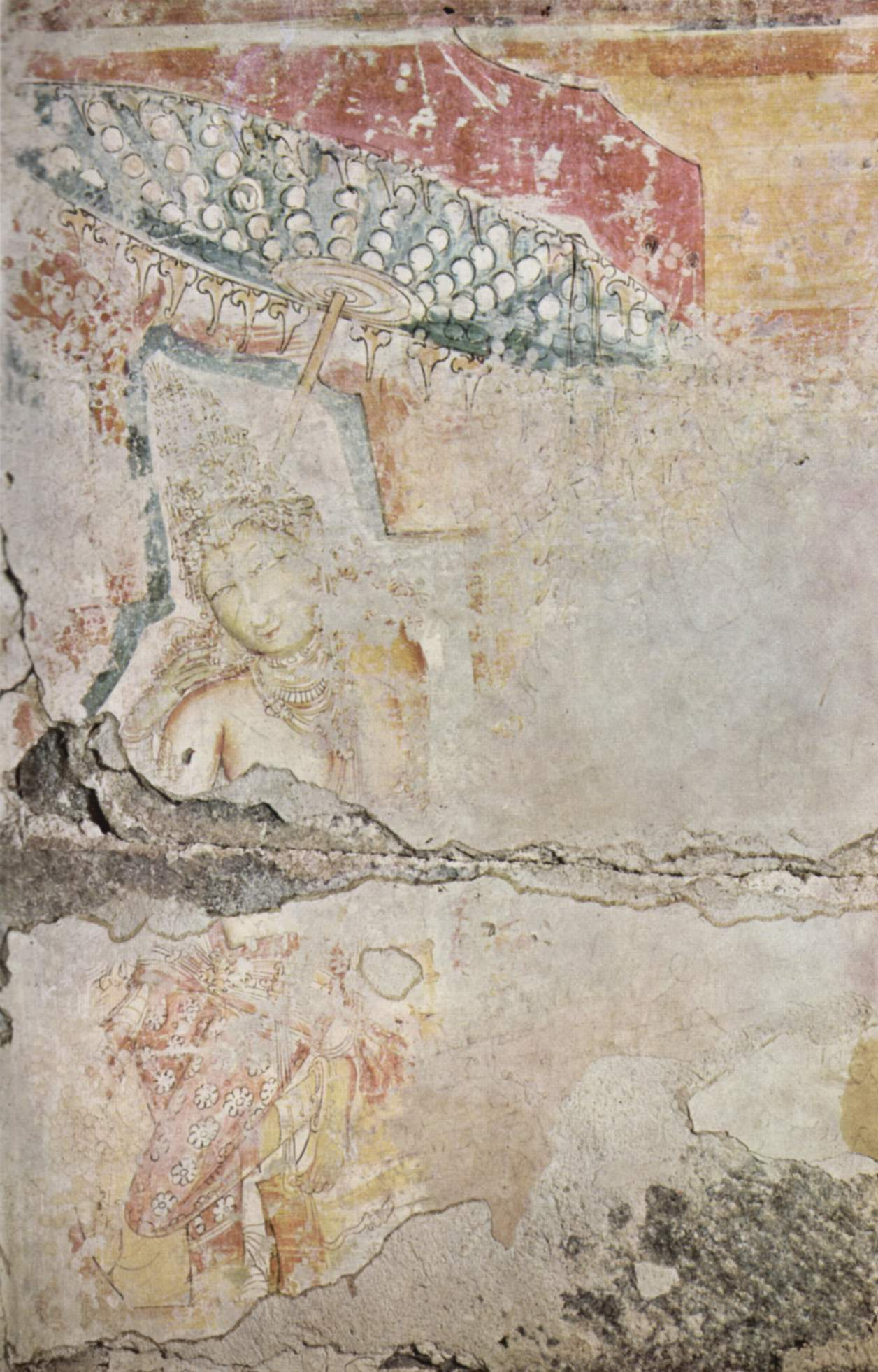
Bodhisattva(?) mit Schirm (um 700)

Der dem Hindu-Gott Shiva geweihte Talagirisvara-Tempel beim Ort Panamalai im Distrikt Viluppuram im südindischen Bundesstaat Tamil Nadu ist neben dem Küstentempel von Mamallapuram und dem Kailasanatha-Tempel in Kanchipuram der bedeutendste Freibautempel der späten Pallava-Architektur aus der Zeit um 700.

## Lage
Der Talagirisvara-Tempel liegt auf einem heute mit Trittstufen versehenen ca. 120 m hohen Granitfelsen knapp 1 km nordwestlich von Panamalai. In dem Felsen gibt es einige natürliche Wasserstellen.

## Geschichte
Als Erbauer des Talagirisvara-Tempel wie auch der beiden anderen o. g. Tempel gilt der von 695 bis 722 (nach anderer Ansicht von 700–728) regierende Pallava-Herrscher Narasimhavarman II. (auch bekannt als Rajasimha). Der Tempel ist im Lauf seiner Geschichte weitgehend unverändert geblieben; eine weitere Vorhalle wurde jedoch später angebaut.

## Architektur
Der ganz aus Granitsteinen erbaute Tempel besteht aus einer mit großen Steinplatten flachgedeckten Vorhalle (mandapa) und einer von einem Vimana-Stufendach überhöhten Cella (garbhagriha). Während die Konzeption der Stützen in der Vorhalle einfach und schmucklos gehalten ist, beeindruckt der Außenbau der insgesamt pyramidalen Dacharchitektur durch eine in der Höhe mehrfach zurückgestufte Bauweise, die überdies noch mit dreiviertelrunden Blendnischen (kudus) und Götterfiguren aufwartet. Das Ganze endet in einer für den südindischen Dravida-Stil charakteristischen „Schirmkuppel“. Ob der heute noch sichtbare Verputz dem Originalzustand entspricht oder später hinzugefügt wurde, ist unklar; jedenfalls ist davon auszugehen, dass sowohl der Tempel als auch sein Figurenschmuck lange Zeit bemalt waren.

## Figurenreliefs
Die Ecken des Erdgeschosses des Turmes sind mit Yali-Figuren versehen, die hier als Wächter zu verstehen sind. In der Vorhalle finden sich Wandreliefs von Brahma und Sarasvati sowie von Vishnu und Lakshmi. Die Rückwand der mit einem zentralen Lingam versehenen Cella zeigt eine aus Shiva und seiner Gefährtin Parvati bestehende Somaskanda-Darstellung – ein typisches Element der Pallava-Kunst.